# Буркина-Фасо на летних Олимпийских играх 1992
Буркина-Фасо принимала участие в Летних Олимпийских играх 1992 года в Барселоне (Испания) в третий раз за свою историю, но не завоевала ни одной медали. Страну представляли три легкоатлета и один дзюдоист.

## Лёгкая атлетика
Спортсменов — 3
Мужчины
| Спортсмен          | Вид            | Предварительный раунд | Предварительный раунд | Полуфинал | Полуфинал | Четвертьфинал | Четвертьфинал | Финал     | Финал     |
| Спортсмен          | Вид            | Результат             | Место                 | Результат | Место     | Результат     | Место         | Результат | Место     |
| ------------------ | -------------- | --------------------- | --------------------- | --------- | --------- | ------------- | ------------- | --------- | --------- |
| Патрис Траоре Зеба | 100м           | не финишировал        | -                     | Не прошёл | Не прошёл | Не прошёл     | Не прошёл     | Не прошёл | Не прошёл |
| Аруна Пале         | 200м           | 21,65                 | 6                     | Не прошёл | Не прошёл | Не прошёл     | Не прошёл     | Не прошёл | Не прошёл |
| Франк Зио          | Прыжки в длину | 7,70                  | 24                    | Не прошёл | Не прошёл | Не прошёл     | Не прошёл     | Не прошёл | Не прошёл |

## Дзюдо
Спортсменов — 1
Мужчины
| Спортсмен       | Категория | 1/32                            | 1/16                 | 1/8                  | 1/4                  | 1/2                  | 1-й доп. раунд       | Утешит. четвертьфинал | Утешит. полуфинал    | За 3 место           | Финал                | Место |
| Спортсмен       | Категория | Соперник Результат              | Соперник Результат   | Соперник Результат   | Соперник Результат   | Соперник Результат   | Соперник Результат   | Соперник Результат    | Соперник Результат   | Соперник Результат   | Соперник Результат   | Место |
| --------------- | --------- | ------------------------------- | -------------------- | -------------------- | -------------------- | -------------------- | -------------------- | --------------------- | -------------------- | -------------------- | -------------------- | ----- |
| Нонилобаль Хьен | До 60 кг  | Босоло Мобандо (COD) пор. иппон | Закончил выступление | Закончил выступление | Закончил выступление | Закончил выступление | Закончил выступление | Закончил выступление  | Закончил выступление | Закончил выступление | Закончил выступление |       |